# Prison de la Fleet
Pour les articles homonymes, voir Fleet (homonymie).
 (décembre 2016).
Fleet Prison
La prison de la Fleet (en anglais : Fleet Prison) est une célèbre ancienne prison londonienne située au bord de la rivière Fleet. Elle fut construite en 1197, utilisée jusqu'en 1844 et démolie en 1846. Elle a principalement servi à l'incarcération des personnes condamnées pour dettes.

## Histoire

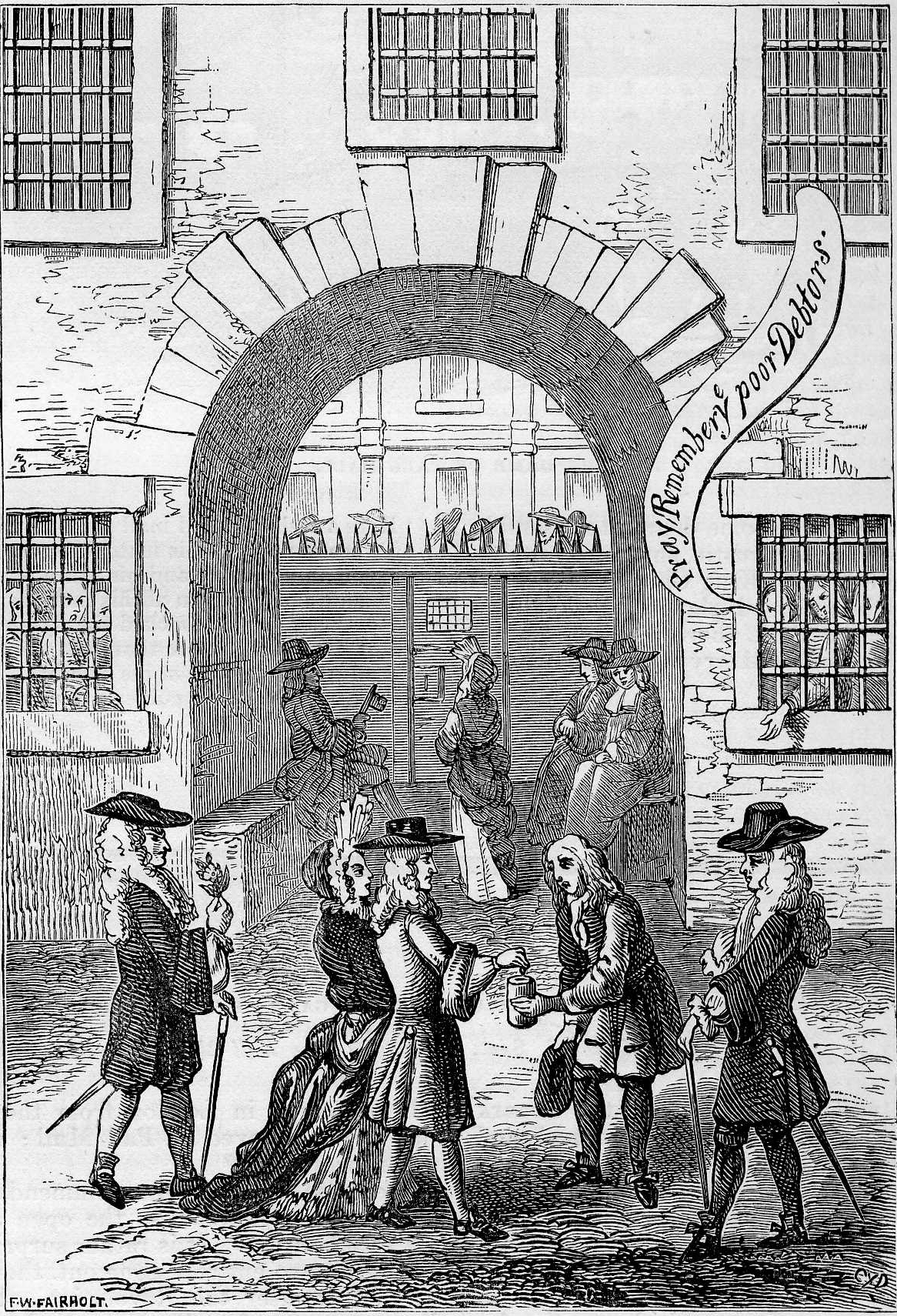
Pray remember ye poor debtors : prisonniers de la Fleet mendiant auprès des passants.

La prison est construite en 1197, en retrait de ce qui est maintenant Farringdon Street, sur la rive est  de la rivière Fleet (devenue souterraine) qui lui donne son nom. Elle commence à occuper une place particulière comme lieu d'accueil des personnes arrêtées par la Star Chamber (Chambre étoilée) et par la suite pour les débiteurs et les personnes emprisonnées pour outrage au tribunal par la Court of Chancery (Cour de la chancellerie). En 1381, au cours de la Révolte des paysans elle est détruite par les hommes de Wat Tyler.

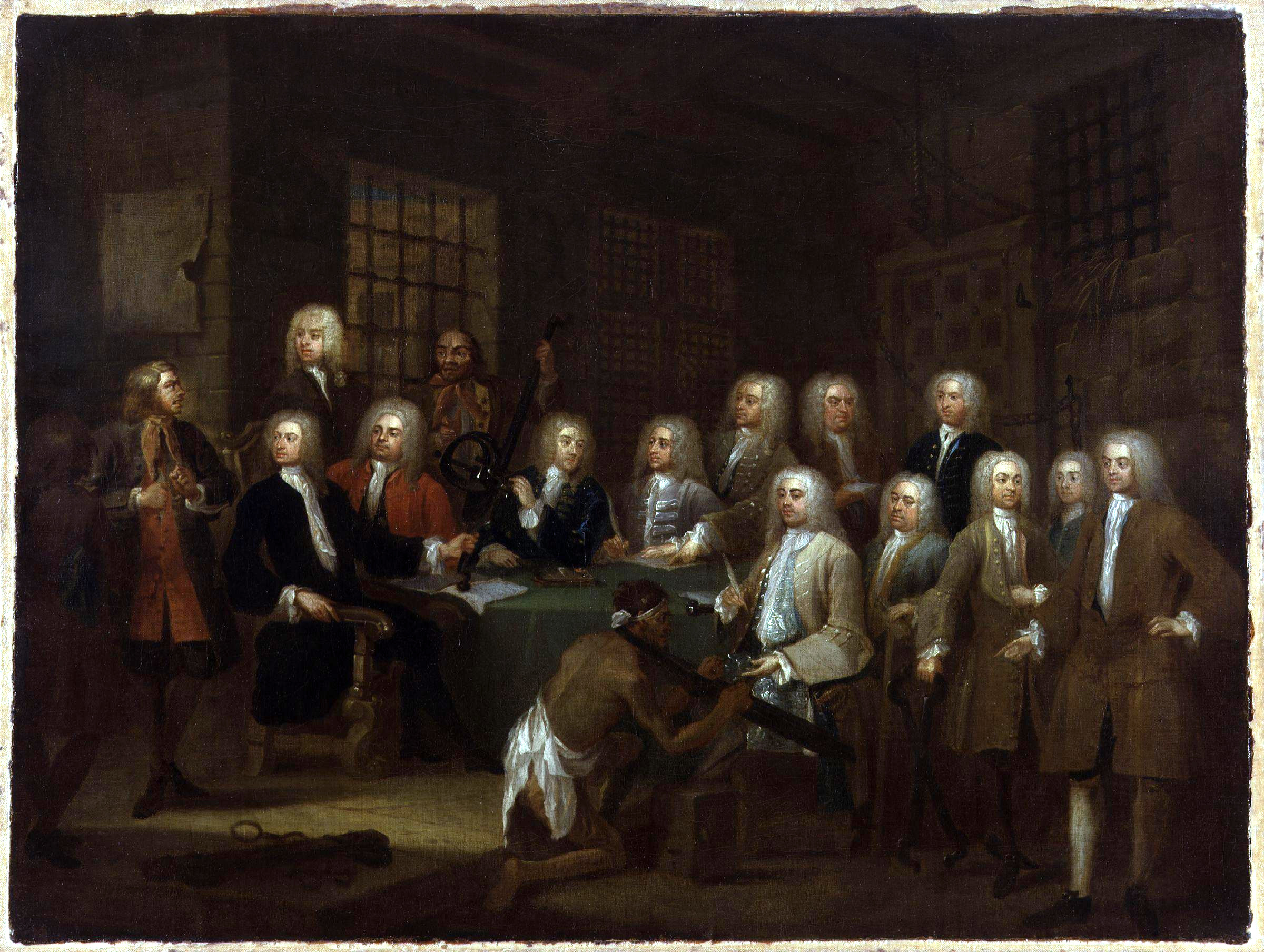
Thomas Bambridge (debout, à l'extrême gauche) interrogé par James Oglethorpe (probablement le personnage assis situé à gauche en face de Bainbridge) du comité parlementaire sur les prisons, qui visita la Fleet le 27 février 1729. Le deuxième baronnet Sir Archibald Grant (troisième personnage debout à partir de la droite) a commandé cette toile à William Hogarth, qui réalisa une esquisse alors qu'il accompagnait la commission dans sa visite, puis exécuta cette peinture à l'huile intitulée : The Gaols Committee of the House of Commons (Le Comité des Prisons de la Chambre des Communes), exposée à la
National Portrait Gallery de Londres.

Elle est détruite par le feu au troisième jour du Grand incendie de Londres de 1666, au cours duquel les prisonniers réussissent à s'enfuir au dernier moment. Le directeur de la prison, Sir Jeremy Whichcote, premier baronnet Whichcote (1614-1677), achète alors la maison de Caron House à Lambeth pour héberger les débiteurs incarcérés en attendant que la prison soit reconstruite, à ses propres frais, sur son site d'origine.
Au XVIIIe siècle, la prison de la Fleet sert principalement à loger les personnes condamnées pour dettes ou faillites. Elle héberge en temps normal environ 300 prisonniers ainsi que leurs familles. Certains détenus sont obligés de mendier depuis leurs cellules donnant sur la rue, pour payer leurs frais d'hébergement, car à cette époque les prisons sont des entreprises à but lucratif et les prisonniers sont tenus de payer pour leur nourriture et leur logement. On y paye des droits pour ouvrir une serrure ou faire repasser ses vêtements et la Fleet a les tarifs les plus élevés d'Angleterre. Une grille est même installée dans le mur donnant sur Farringdon Street pour permettre aux détenus de demander l'aumône aux passants. Cependant les prisonniers ne sont pas toujours obligés de vivre à l'intérieur de la prison elle-même : du moment qu'ils peuvent indemniser le gardien de la perte de ses propres revenus, ils sont autorisés à se loger dans un secteur particulier situé à l'extérieur des murs de la prison appelée la Liberty de la Fleet (« Liberty of the Fleet ») où s'appliquent les Lois de la Fleet (« Rules of the Fleet »). À partir de 1613, on y célèbre de nombreux mariages clandestins, les « Fleet mariages ».
Le directeur de la prison, appelé « the Warden » (« le Préfet ») étant nommé par lettre patente, l'usage se répand parmi les titulaires officiels de ce poste de déléguer leur charge au plus offrant. Cette pratique abusive vaudra pour longtemps à la prison une triste renommée, pour la dureté du traitement réservé à ses pensionnaires. L'un des acheteurs de la charge, Thomas Bambridge, devenu préfet en 1728, se taille une réputation particulièrement détestable. D'après une commission de la Chambre des communes chargée d'enquêter sur l'état des prisons anglaises, Bambridge se rend coupable d'une gigantesque extorsion de fonds. Ayant mis aux fers de manière arbitraire des prisonniers endettés, il les enfermait dans le donjon et les exécutait après les avoir soumis aux traitements les plus barbares, au mépris de la loi. Il est muté à la prison de Newgate, et une loi est adoptée pour l'empêcher de jouir de sa position de préfet.
Durant les émeutes de Gordon de 1780 la prison de la Fleet est à nouveau détruite, pour être reconstruite en 1781 et 1782.
En 1842, en application d'un acte du Parlement par lequel les détenus des prisons de la Maréchaussée (Marshalsea) et de la Fleet sont transférés à la prison de King's Bench (qui prend alors le nom de « prison de la Reine »), la prison de la Fleet est définitivement fermée. En 1844, le bâtiment est vendu à la Cité de Londres (City of London), qui le démolit en 1846.

## Prisonniers notables

### Personnalités réelles
- Elizabeth Vernon (1572-1655)
- John Donne (1572-1631)
- Francis Tregian (1574-1619)
- Illiam Dhone (1608-1663), gouverneur de l'île de Man
- William Penn (1644-1718), pionnier de la démocratie et de la liberté religieuse fut emprisonné pour dettes à la Fleet en 1707[2].
- John Cleland (1709-1789)
- Teresa Imer dite « Mrs Cornelys » (1723-1797), chanteuse et directrice de théâtre
- William Maginn (1794-1842), journaliste irlandais, cofondateur du Fraser's Magazine
- Hannah Glasse (1708-1770), écrivaine de livres de cuisine fut emprisonnée en 1757

### Personnages de fiction
- Falstaff, qui à la fin de la pièce de Shakespeare Henry IV a la surprise de se voir emprisonné à la Fleet alors qu'il s'attendait au contraire à être couvert  d'honneurs par le nouveau roi : « Go, carry Sir John Falstaff to the Fleet; /Take all his company along with him ».
- Barry Lyndon
- Samuel Pickwick, un protagoniste du premier roman de Charles Dickens The Pickwick Papers.
- Au septième tableau de La Carrière d'un libertin (A Rake's Progress, 1735), Tom Rakewell est incarcéré à la Prison de la Fleet.
- Shannon Glasby, protagoniste du roman de Romain Sardou La treizième colonie.